# De Rederijkers
De Rederijkers was een improvisatiespelshow van de hand van Johan Terryn op de Vlaamse openbare zender Canvas.
Terryn was spelcoach van telkens 4 improvisatoren waaronder bekende acteurs zoals Warre Borgmans, Adriaan Van den Hoof, Ineke Nijssen, Pieter Embrechts, Jits Van Belle, Frank Focketyn, Dimitri Leue, Wim Opbrouck, Koen Van Impe, Nele Goossens, Anouk David en Roy Aernouts.
Het was een productie van Sylvester Productions en liep twee seizoenen van 2001 tot 2002.